# Nikolaj Valujev
Nikolaj Sergejevič Valujev, přezdívaný Ruský obr (* 21. srpna 1973, Leningrad, Sovětský svaz), je bývalý ruský boxer a politik, dvojnásobný světový šampion v těžké váze organizace WBA, který vyhrál 17. prosince 2005, kdy porazil na body šampiona John Ruize a stal se tak nejvyšším (7 stop / 213 cm) a nejtěžším (324 lb / 147 kg) boxerským šampionem v historii. Za svou kariéru prohrál pouze dvakrát, poprvé ho porazil Ruslan Čagajev, po druhé prohrál s Davidem Hayem, po tomto zápase ukončil kariéru boxera a vstoupil do politiky. V mládí se věnoval basketbalu a vodnímu pólu.
Jeho profesionální bilance je 52 zápasů, 50 výher (34 KO) a 2 porážky.